# Batalla de Megido (siglo XV a. C.)
La batalla de Megido (siglo XV a. C.) se libró entre las fuerzas egipcias bajo el mando del faraón Tutmosis III contra una coalición cananea comandada por el rey de Kadesh, para dirimir la soberanía sobre Retenu. La fecha más comúnmente aceptada de su desarrollo es el 16 de abril de 1457 a. C (conforme a la Cronología del Antiguo Oriente Próximo), aunque algunos autores la sitúan en el 1482 a. C. o en el 1479 a. C. Terminó con una victoria egipcia, que obligó a los cananeos a retirarse a la ciudad de Megido, donde posteriormente fueron asediados y vencidos. Con el restablecimiento de la dominación egipcia en Canaán, Tutmosis III comenzó un reinado en el que el imperio egipcio alcanzó su época de mayor expansión.
Es la primera batalla de la historia de la que existe una relación histórica detallada. En ella se registra por vez primera la utilización del arco compuesto y se da el primer recuento de bajas. Todos los detalles de la batalla proceden de fuentes egipcias, principalmente de las escrituras jeroglíficas del templo de Amón en Karnak, Tebas (actual Luxor), hechas por el escriba militar Tjaneni; aunque también se menciona en la estela de Gebel Barkal, en una estela del templo de Ptah de Karnak y en una estela de Armant.

## Revuelta cananea
Al final de la regencia de la reina-faraón Hatshepsut, los gobernantes de la antigua Retenu intentaron liberarse del yugo de la hegemonía egipcia. Tutmosis III, sucesor de su madrastra Hatshepsut, tuvo que lidiar desde el primer momento de su reinado con estos levantamientos.
Retenu se alió con el reino de Mitani en las orillas del Éufrates, y con el de Kadesh, en cuya fortaleza encontraban refugio. A esta alianza se unió también Megido, ciudad de importancia estratégica por su situación geográfica en el valle de Jezreel, tras el monte Carmelo y el Mediterráneo, desde donde se podía controlar la ruta principal entre Egipto y Mesopotamia. El rey de Kadesh asumió el mando de esta coalición.

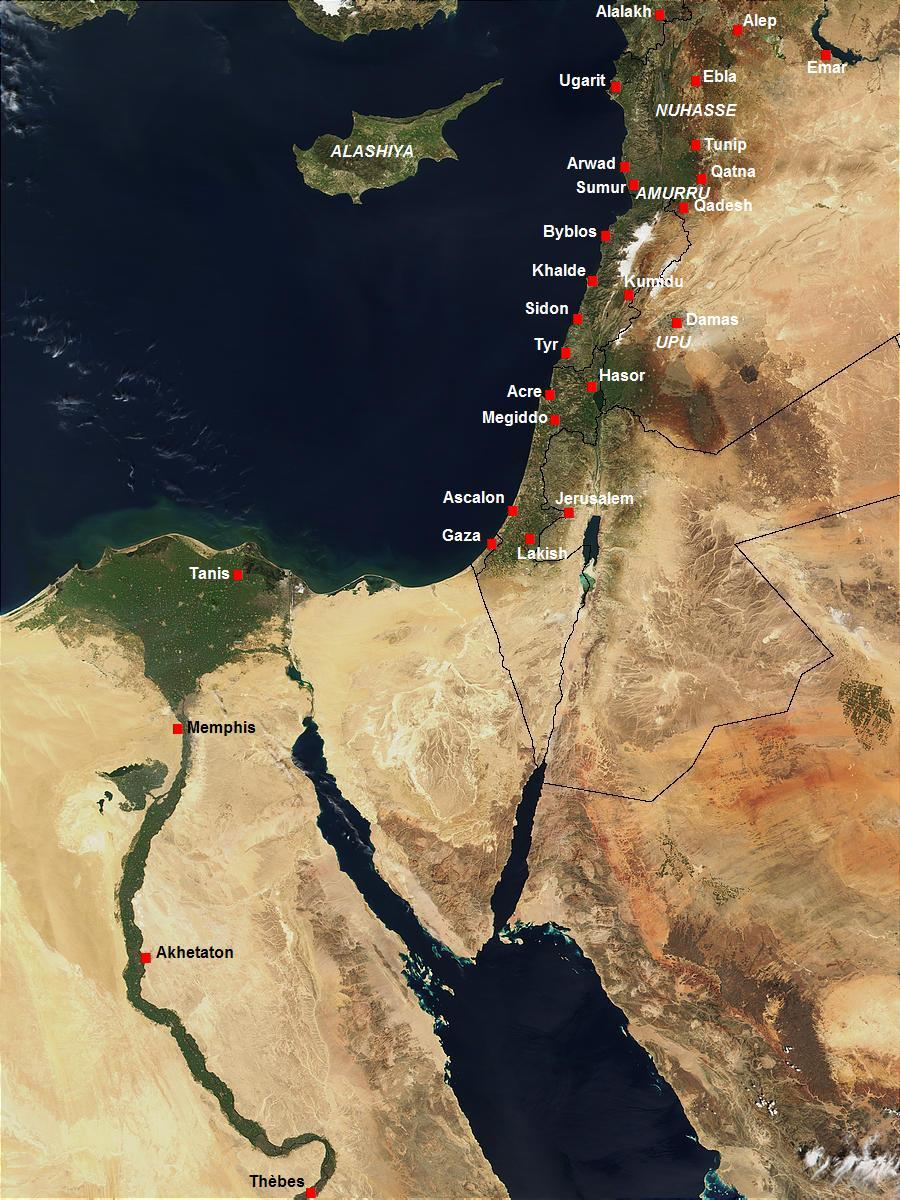
El Creciente Fértil en la época dorada del Imperio Nuevo. Principales ciudades.

## Campaña egipcia
Tutmosis III reunió un gran ejército de carros de guerra e infantería que sumaba 20 000 hombres. Este alto número es coherente con la longitud de la línea de marcha descrita, de varios kilómetros de longitud.
Siguiendo el Camino de Horus, este ejército se reunió en la fortaleza fronteriza de Tharu (llamada Sile en griego) y llegó diez días después a la ciudad leal de Gaza. Tras un día de descanso, marchó hacia Yehem, donde llegó tras otros once días. Desde aquí deberían seguir hacia el norte, y pasar por el monte Carmelo, tras el cual se encontraba la ciudad de Megido, donde se habían reunido las fuerzas alzadas.
Había tres posibles rutas desde Yehem a Megido. Tanto la del norte, vía Zefti (o Dyefti), como la del sur, vía Taanach, daban acceso seguro al valle de Jezreel. La ruta del medio, pasando por Aruna, era peligrosa: seguía un cañón estrecho, y las tropas sólo podrían viajar en fila. Si el enemigo esperaba al final del cañón los egipcios podrían ser fácilmente divididos y atacados. Contra la opinión de los líderes de su ejército de tomar cualquiera de los caminos más seguros, Tutmosis III decidió marchar por el camino más estrecho pero más corto hacia Megido.
El propio Tutmosis III condujo a sus hombres hacia Aruna. La ciudad estaba débilmente protegida: un rápido asalto egipcio dispersó a la guarnición rebelde. Éstos, en la idea de que los egipcios marcharían por el camino más seguro, habían dispuesto destacamentos acechando las rutas norte y sur, dejando descubierto el valle por el que ahora el ejército egipcio avanzaba sin oposición.

## Batalla y asedio

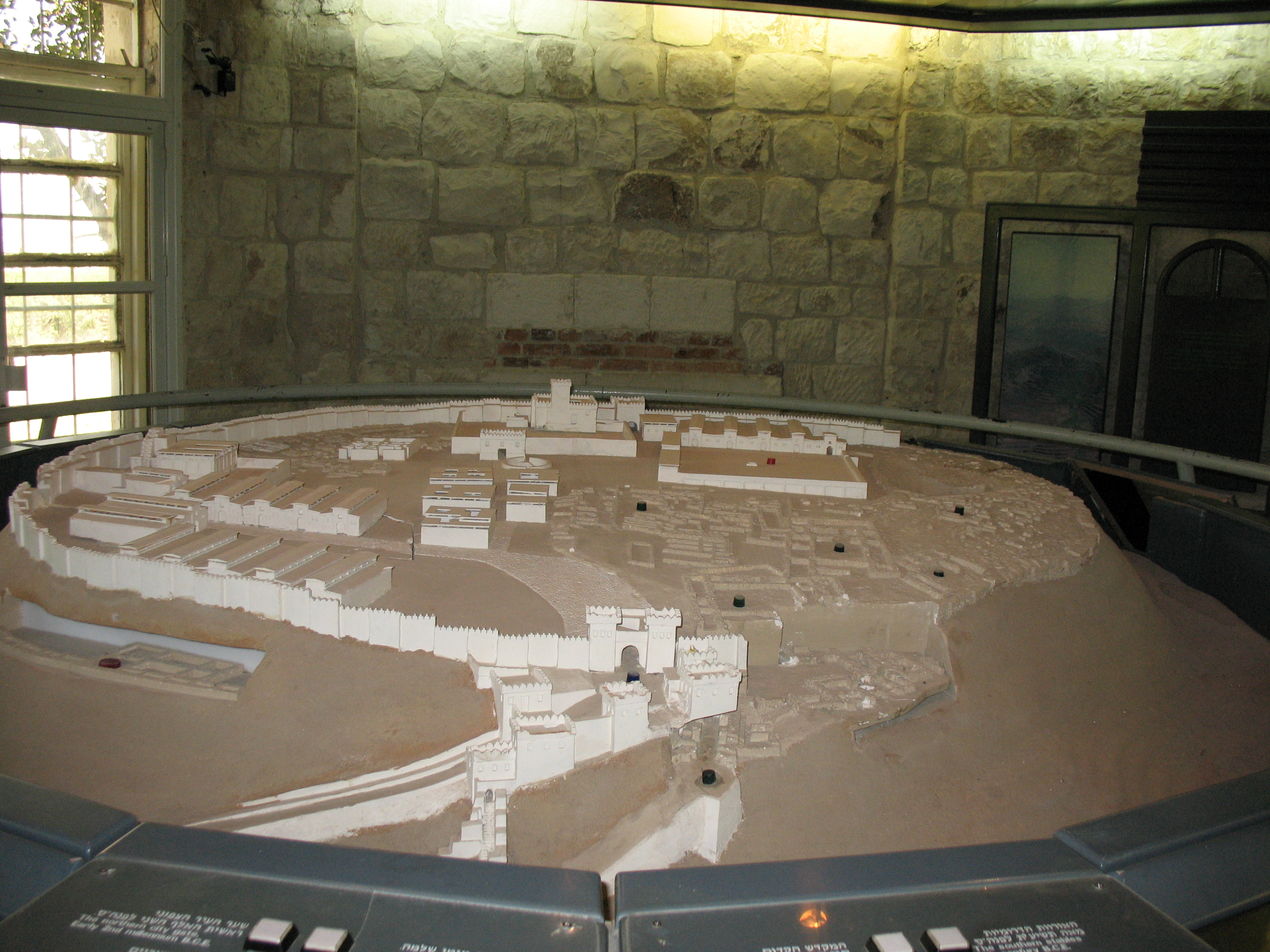
Maqueta de Megido.

Tutmosis ordenó acampar y durante la noche desplegó sus fuerzas cerca del enemigo. A la mañana siguiente atacó. Los rebeldes estaban en la alturas junto a la fortaleza. La línea egipcia se dispuso en una formación cóncava que amenazaba los dos flancos rebeldes, con Tutmosis en el centro dirigiendo el ataque. La disposición de los egipcios, junto con su número y la sorpresa del ataque deshicieron la formación de los rebeldes, que hubieron de retirarse a la ciudad, cerrando las puertas tras ellos.
Las fuerzas rebeldes dispersas, incluyendo a los reyes de Megido y Kadesh, consiguieron reorganizarse dentro de la ciudad, y ayudaron a los que habían quedado fuera a subir la muralla. Los egipcios, entretenidos saqueando el campamento rebelde, perdieron la oportunidad de una rápida conquista, viéndose obligados a sitiar Megido durante siete meses, tras los cuales la ciudad fue rendida, aunque el rey de Kadesh escapó. El botín conseguido por los egipcios quedó anotado en Karnak:

340 prisioneros vivos y 83 manos. 2041 yeguas, 191 potros, 6 sementales. Un carro trabajado en oro, su vara de oro, de este vil enemigo; un hermoso carro trabajado en oro del príncipe de Megido, 892 carros de su miserable ejército; en total, 924 carros. Una hermosa armadura de bronce perteneciente al príncipe de Megido, 200 armaduras de su vil ejército, 502 arcos, 7 varas de madera del enemigo, trabajadas en plata. Además 1929 cabezas de ganado grandes, 2000 de ganado pequeño, 20 500 ovejas.

Posteriormente, en Yenoam, Nuges, Herenkeru y otras ciudades rendidas en esta misma campaña se tomaría más botín, incluyendo rehenes y esclavos.

## Consecuencias
Siguiendo la costumbre de la época, Tutmosis III tomó como rehenes a los hijos de cada uno de los reyes derrotados. Después de ser educados en la corte egipcia, fueron devueltos a sus lugares de origen, donde gobernaron con el consentimiento de Egipto.
La victoria de Megido fue sólo el comienzo de la pacificación de Canaán y Siria. A esta batalla seguirían una serie de campañas, con periodicidad casi anual, que supondrían la expansión del poder de Egipto hasta el norte de Mesopotamia.